# Hattie Caraway
Hattie Caraway (Bakerville, 1878. február 1. – Falls Church, 1950. december 21.) az Amerikai Egyesült Államok szenátora (Arkansas, 1931–1945).